# Sergueï Réformatski
Pour les articles homonymes, voir Réformatski.
Sergueï Nikolaïévitch Réformatski (en russe : Серге́й Никола́евич Реформа́тский), né le 1er avril 1860 dans l'oblast d'Ivanovo et mort le 28 juillet 1934 à Moscou, est un chimiste russe puis soviétique.

## Biographie
Fils d'un prêtre de Borissoglebskoïé, près d'Ivanovo, Sergueï Réformatski étudie à l'université de Kazan auprès d'Aleksandr Mikhaïlovitch Zaïtsev jusqu'en 1882. Poursuivant ses études en Allemagne, il rejoint Viktor Meyer à l'université de Heidelberg et Wilhelm Ostwald à l'université de Leipzig, pour finalement obtenir son doctorat en 1891. L'année suivante, il est nommé professeur à l'université de Kiev, où il passe le reste de sa carrière.

## Travaux
En 1887, il découvre la réaction de Réformatski, qui fait appel à un composé organique zincique comme molécule-clef. L'usage du zinc dans les réactions organiques est courant à cette époque, mais il est par la suite remplacé par le magnésium, jugé plus convenable Ce remplacement n'est toutefois pas possible pour la réaction des alpha-chloroacides avec les cétones, car les réactifs de Grignard dérivés du magnésium sont plus réactifs et conduisent à d'autres produits. Cela fait de la réaction de Réformatski une méthode commode de synthèse de bêta-hydroxyacides, difficiles à obtenir par d'autres procédés.